# Center for Cistercian and Monastic Studies
Das Center for Cistercian and Monastic Studies ist seit 2010 eine Forschungs- und Lehrabteilung des Medieval Institute der Western Michigan University in Kalamazoo, Michigan, Vereinigte Staaten.

## Geschichte
1973 gründeten die Western Michigan University und der Verlag Cistercian Publications, Inc. gemeinsam das Institute of Cistercian Studies (Institut für Zisterzienserforschung), das 2010 als Center for Cistercian and Monastic Studies (Zentrum für Zisterzienser- und Klosterforschung) in das Institut für Mittelalterforschung der gleichen Universität integriert wurde. Das Zentrum, das von einem Wissenschaftlichen Beirat unterstützt wird, veranstaltet Kolloquien und publiziert die Reihe Monastic Life im Rahmen der Medieval Institute Publications des Verlags MIP University Press at Kalamazoo.